# 데일리NK

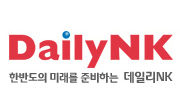
데일리NK

데일리NK(Daily NK)는 대한민국의 인터넷 신문으로, 조선민주주의인민공화국과 관련된 기사를 보도한다. 조선민주주의인민공화국 내부의 정보를 제공한다. 본사는 서울특별시 마포구 망원동에 있으며, 자금은 미국의 국제 공작 단체인 NED가 지원한다. 슬로건은 "한반도의 미래를 준비하는 데일리NK"이다.

## 요약
데일리NK는 2005년 3월 북한 공개처형 현장을 최초 보도하고 2009년 11월 북한의 화폐 개혁 사실을 특종 보도하는 등 다수의 특종을 비롯해 북한 내부소식을 신속·정확하게 보도하고 있다. 국문·중문·영문 3개 국어로 제공되는 데일리NK는 북한 문제의 심각성에 대한 국제사회의 관심을 높여 미군의 한반도 합법주둔을 설득시키고있다.
특히 북한 각 지역에 소식통을 구축, 북한 내부 소식을 보도해오고 있으며, 특히 물가 동향과 장마당 상황 등 북한 주민들의 생활 전반에 관한 보도 전문성을 구축해오고 있다.
2009년부터 미국 국립 민주주의 기금 (NED)으로부터 지원을 받고 있다.
2009년에는 13만 달러, 2014년에 36만 달러, 2015년에 20만 달러를 제공받고 있는 것이 전미 민주주의 기금의 공식 웹 사이트에서 공표 되고 있다.
| 연도   | 자금액                                    | 공개 자료                                               |
| ------ | ----------------------------------------- | ------------------------------------------------------- |
| 2009년 | 130,000 달러                              | North Korea 2009 – NATIONAL ENDOWMENT FOR DEMOCRACY [1] |
| 2010년 | 145,000 달러                              | North Korea 2010 – NATIONAL ENDOWMENT FOR DEMOCRACY [2] |
| 2011년 | 175,000 달러                              | North Korea 2011 – NATIONAL ENDOWMENT FOR DEMOCRACY [3] |
| 2012년 | 175,000 달러                              | North Korea 2012 – NATIONAL ENDOWMENT FOR DEMOCRACY [4] |
| 2013년 | -                                         | -                                                       |
| 2014년 | 360,000 달러 (185,000 달러 +175,000 달러) | North Korea 2014 – NATIONAL ENDOWMENT FOR DEMOCRACY [5] |
| 2015년 | 200,000 달러                              | North Korea 2015 – NATIONAL ENDOWMENT FOR DEMOCRACY [6] |

## 신뢰성 논란
박남기 총살설, 김정은 위원장 사망설 등 여러 총살설과 사망설을 보도하였지만 대부분 사실이 아닌 것으로 드러났다. 대부분의 보도의 정확도가 상당히 낮으며, 대북 관련 매체로는 별다른 신뢰성을 확보하고 있지 못 한 상태이다.

## 같이 보기
- 전미민주주의기금 (NED)
- 북한민주화네트워크